# Серафим Кожокарь
Серафим Кожокарь (рум. Serafim Cojocari, нар. 7 січня 2001, Резина) — молдовський футболіст, півзахисник румунського клубу «Уніря» (Слобозія).
Виступав, зокрема, за клуб «Шериф», а також національну збірну Молдови.
Чемпіон Молдови. Володар Кубка Молдови.

## Клубна кар'єра
Народився 7 січня 2001 року в місті Резина. Вихованець футбольної школи клубу «Зімбру». Дорослу футбольну кар'єру розпочав 2019 року в основній команді того ж клубу, в якій того року взяв участь у 8 матчах чемпіонату. 
Своєю грою за цю команду привернув увагу представників тренерського штабу клубу «Шериф», до складу якого приєднався 2020 року. Відіграв за тираспольський клуб наступні два сезони своєї ігрової кар'єри.
Протягом 2022—2023 років захищав кольори клубу «Бєльці».
До складу клубу «Уніря» (Слобозія) приєднався 2023 року. 

## Виступи за збірні
У 2018 році дебютував у складі юнацької збірної Молдови (U-17), загалом на юнацькому рівні взяв участь у 9 іграх.
Протягом 2020–2022 років залучався до складу молодіжної збірної Молдови. На молодіжному рівні зіграв в 11 офіційних матчах.
У 2023 році дебютував в офіційних матчах у складі національної збірної Молдови.
| Дата      | Місто    | Господарі         | Результат | Гості             | Турнір            | Голи | Примітки |
| --------- | -------- | ----------------- | --------- | ----------------- | ----------------- | ---- | -------- |
| 24-3-2023 | Кишинів  | Молдова           | 1 – 1     | Фарерські острови | Відбір до ЧЄ 2024 | -    | 73'      |
| 27-3-2023 | Кишинів  | Молдова           | 0 – 0     | Чехія             | Відбір до ЧЄ 2024 | -    |          |
| 17-6-2023 | Тирана   | Албанія           | 2 – 0     | Молдова           | Відбір до ЧЄ 2024 | -    | 73'      |
| 20-6-2023 | Кишинів  | Молдова           | 3 – 2     | Польща            | Відбір до ЧЄ 2024 | -    | 85'      |
| 7-9-2023  | Лінц     | Австрія           | 1 – 1     | Молдова           | товариський матч  | -    | 61'      |
| 10-9-2023 | Торсгавн | Фарерські острови | 0 – 1     | Молдова           | Відбір до ЧЄ 2024 | -    | 77'      |
| Усього    |          | Матчів            | 6         |                   | Голів             | 0    |          |

## Титули і досягнення
- Чемпіон Молдови (1):

«Шериф»: 2021-2022
- Володар Кубка Молдови (1):

«Шериф»: 2021-2022